# Luis Duarte
Pour les articles homonymes, voir Duarte.
Luis Duarte, né le 10 avril 1941, est un ancien joueur péruvien de basket-ball. Il est le frère d'Enrique, Raúl et Ricardo Duarte.